# Обвальний землетрус
Обвальний землетрус (рос. обвальное землетрясение, англ. collapse earthquake, нім. Einsturzbeben n ) – землетрус, викликаний обвалом склепіння в підземній природній порожнині у розчинних гірських породах (вапняках, доломітах) або в порожнині, яка утворилася внаслідок виконаного вибуху. Як правило, О.з. має обмежену дію. 